# Caixa de Skinner

Caixa de Skinner

Uma caixa de Skinner (também conhecida como câmara de condicionamento operante) é um aparato de laboratório usado para estudar o comportamento animal. A câmara de condicionamento operante foi criada por B. F. Skinner enquanto ele era estudante de pós-graduação na Universidade de Harvard. A câmara pode ser usada para estudar tanto o condicionamento operante quanto o condicionamento clássico.  
Skinner criou a câmara de condicionamento operante como uma variação da caixa de quebra-cabeça originalmente criada por Edward L. Thorndike.  Enquanto os primeiros estudos de Skinner foram feitos com ratos, mais tarde ele passou a estudar pombos.   A câmara de condicionamento operante pode ser usada para observar ou manipular o comportamento. Um animal é colocado na caixa onde deve aprender a ativar alavancas ou responder a estímulos de luz ou som para recompensa. A recompensa pode ser comida ou a remoção de estímulos nocivos, como um alarme alto. A câmara é usada para testar hipóteses específicas em um ambiente controlado.

## Nome

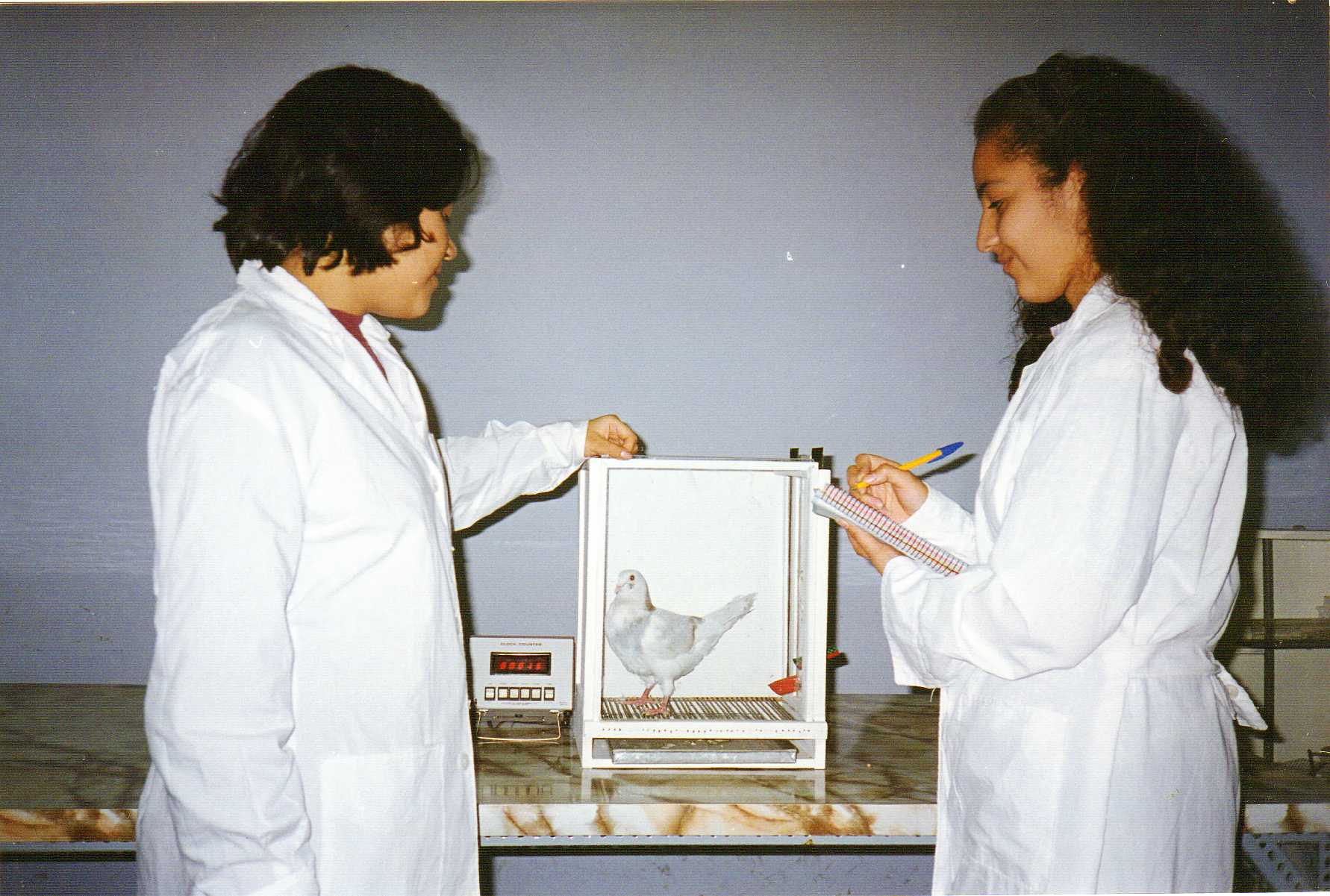
Alunos usando uma caixa de Skinner

Skinner foi notado por ter expressado seu desagrado em se tornar um epônimo.  Acredita-se que Clark Hull e seus alunos de Yale cunharam a expressão "caixa de Skinner". Skinner afirmou que ele próprio não usava o termo, e chegou a pedir a Howard Hunt para usar "caixa de alavanca" em vez de "caixa de Skinner" em um documento publicado. 

## História

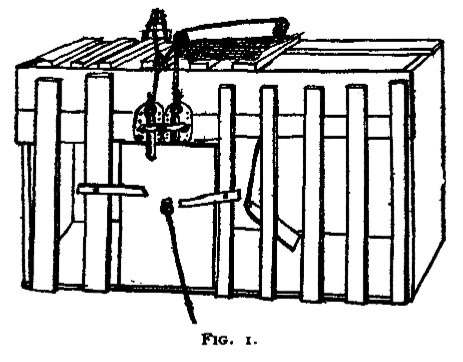
Caixa de quebra-cabeça original projetada por Edward Thorndike

Em 1898, o psicólogo americano Edward Thorndike propôs a 'lei do efeito', que formou a base do condicionamento operante.  Thorndike conduziu experimentos para descobrir como os gatos aprendem novos comportamentos. Seu trabalho envolvia monitorar gatos enquanto eles tentavam escapar de caixas de quebra-cabeça. A caixa de quebra-cabeça prendeu os animais até que eles movessem uma alavanca ou realizassem uma ação que desencadeasse sua libertação.  Thorndike fez vários testes e registrou o tempo que os animais levaram para realizar as ações necessárias para escapar. Ele descobriu que os gatos pareciam aprender com um processo de tentativa e erro, em vez de inspeções perspicazes de seu ambiente. Os animais aprenderam que suas ações levavam a um efeito, o tipo de efeito influenciava se o comportamento seria repetido. A "lei do efeito" de Thorndike continha os elementos centrais do que se tornaria conhecido como condicionamento operante. B. F. Skinner expandiu o trabalho existente de Thorndike.  Skinner teorizou que, se um comportamento for seguido por uma recompensa, é mais provável que esse comportamento seja repetido, mas acrescentou que, se for seguido por algum tipo de punição, é menos provável que seja repetido. Ele introduziu a palavra reforço na lei do efeito de Thorndike.  Através de seus experimentos, Skinner descobriu a lei do aprendizado operante que incluía extinção, punição e generalização. 

## Propósito
Uma câmara de condicionamento operante permite aos pesquisadores estudar o comportamento animal e a resposta ao condicionamento. Eles fazem isso ensinando um animal a realizar certas ações (como pressionar uma alavanca) em resposta a estímulos específicos. Quando a ação correta é realizada, o animal recebe reforço positivo na forma de comida ou outra recompensa. Em alguns casos, a câmara pode fornecer reforço negativo para desencorajar respostas incorretas. Por exemplo, pesquisadores testaram a reação de certos invertebrados ao condicionamento operante usando uma "caixa de calor".  Esta caixa possui duas paredes utilizadas para manipulação; uma parede pode sofrer mudança de temperatura, enquanto a outra não. Assim que o invertebrado cruzar para o lado que pode sofrer mudança de temperatura, o pesquisador aumentará a temperatura. Eventualmente, o invertebrado será condicionado a ficar do lado que não sofre mudança de temperatura. Após o condicionamento, mesmo quando a temperatura estiver no mínimo, o invertebrado evitará aquele lado da caixa. 
Os estudos com pombos de Skinner envolviam uma série de alavancas. Quando a alavanca era pressionada, o pombo recebia uma recompensa em comida.  Isso se tornou mais complexo à medida que os pesquisadores estudavam os comportamentos de aprendizagem dos animais. Um pombo seria colocado na câmara de condicionamento e outro seria colocado em uma caixa adjacente separada por uma parede de acrílico. O pombo na câmara aprenderia a pressionar a alavanca para receber comida enquanto o outro pombo observava. Os pombos seriam então trocados e os pesquisadores os observariam em busca de sinais de aprendizado cultural.

## Estrutura

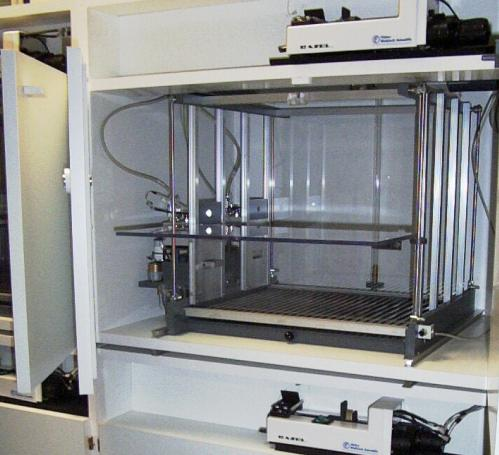
À esquerda estão dois mecanismos, incluindo duas alavancas e sinais luminosos. Há uma fonte de luz e alto-falante acima da caixa e um piso eletrificado na parte inferior.

A parte externa de uma câmara de condicionamento operante é uma caixa grande o suficiente para acomodar facilmente o animal que está sendo usado como sujeito. Os animais comumente usados incluem roedores — geralmente ratos de laboratório —, pombos e primatas. A câmara é muitas vezes à prova de som e luz para evitar estímulos de distração.

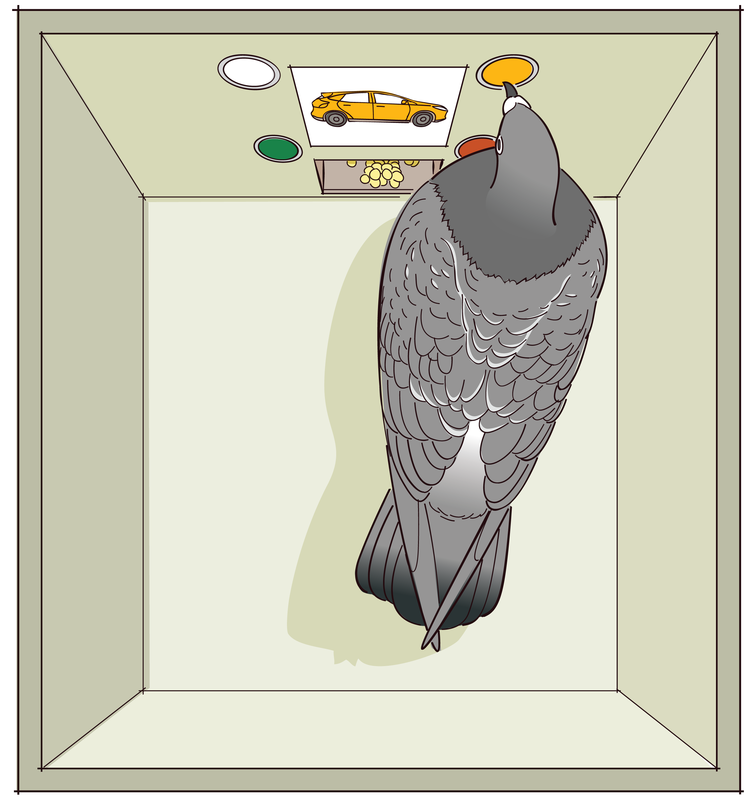
Um pombo que oferece a resposta correta aos estímulos é recompensado com pellets de comida

Uma configuração simples, como um mecanismo de resposta e um alimentador, pode ser usada para investigar uma variedade de fenômenos psicológicos. As câmaras de condicionamento operante modernas podem ter vários mecanismos, como várias alavancas de resposta, dois ou mais alimentadores e uma variedade de dispositivos capazes de gerar diferentes estímulos, incluindo luzes, sons, música, figuras e desenhos. Algumas configurações utilizam um painel LCD para a geração computadorizada de uma variedade de estímulos visuais ou um conjunto de luzes LED para criar padrões que desejam replicar. 

## Aplicações comerciais
Máquinas caça-níqueis e jogos online são às vezes citados como exemplos de dispositivos humanos que usam sofisticados esquemas de reforço operante para recompensar ações repetitivas.  